# ノーマン・ロス
ノーマン・ロス　(Norman DeMille Ross 1895年5月2日 - 1953年6月19日)はアメリカ合衆国オレゴン州ポートランド出身のアメリカ人男子競泳選手である。1920年アントワープオリンピックで400m自由形・1500m自由形・800mリレーで三冠を達成した。

## 経歴

### 1920年アントワープオリンピック
| 種目         | 予選          | 準決勝        | 決勝          |
| ------------ | ------------- | ------------- | ------------- |
| 100m自由形   | 1:04.4 (1位)  | 1:04.8 (2位)  | 1:03.8 (4位)  |
| 400m自由形   | 6:16.2 (1位)  | 5:33.8 (1位)  | 5:26.8 (1位)  |
| 1500ｍ自由形 | 24:08.2 (1位) | 23:12.0 (1位) | 22:23.2 (1位) |
| 4×200mリレー | 10:20.4 (1位) |               | 10:04.4 (1位) |

100m以外の全レースで1位になる圧倒的な実力を示した大会となった。